# برج الحاسوب

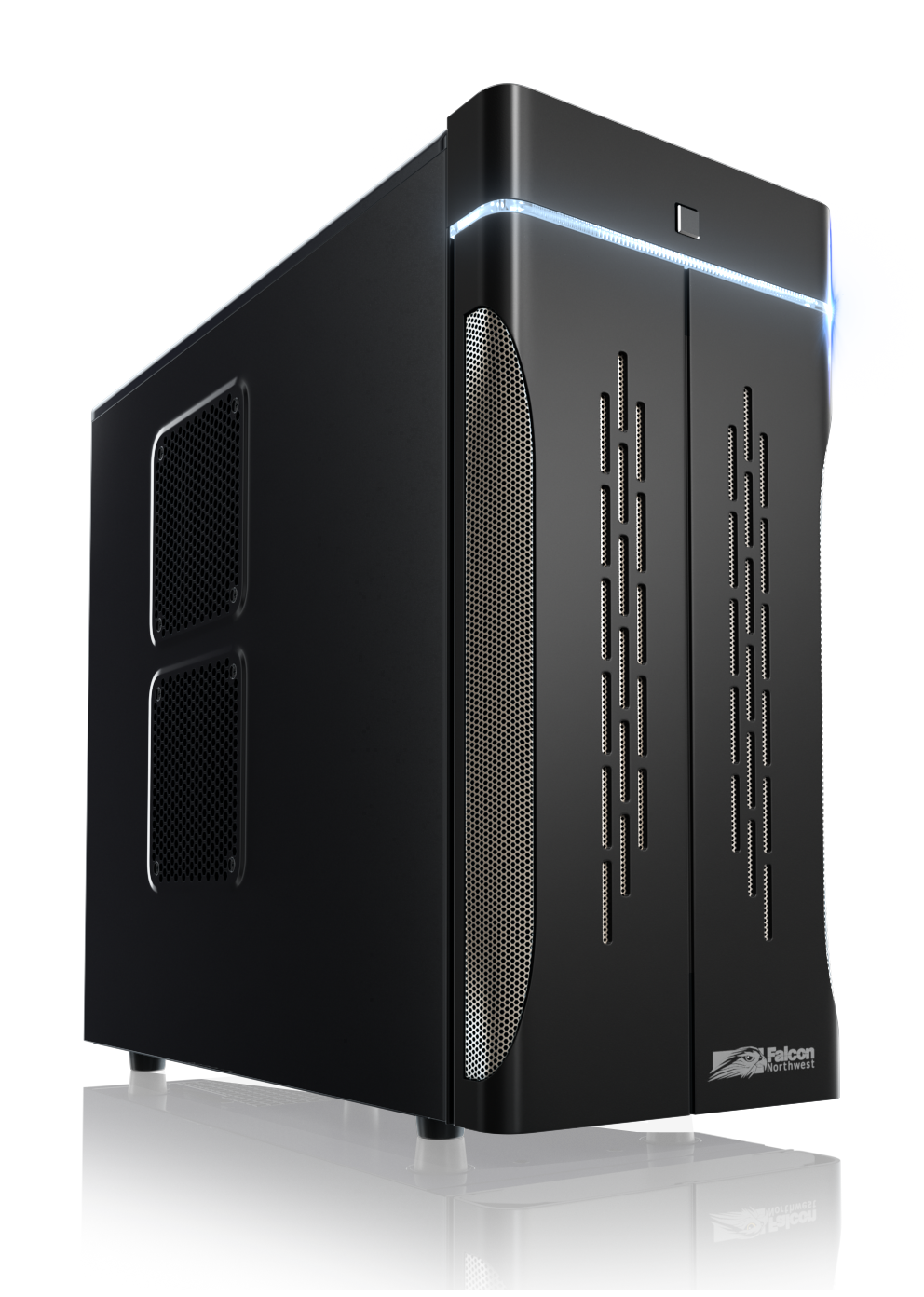
علبة حاسوب متوسطة الحجم من 2011 تقريبًا

في الحوسبة الشخصية، وحدة البرج (بالإنجليزية: tower unit)، أو ببساطة البرج (بالإنجليزية: tower)، هي عامل شكل لحالة الكمبيوتر المكتبي الذي يكون ارتفاعه أكبر بكثير من عرضه، وبالتالي يكون له مظهر كتلة برج قائمة، على عكس حالة الكمبيوتر التقليدية «صندوق البيتزا» التي يكون عرضها أكبر من ارتفاعها وتبدو مستوية.
وبالمقارنة مع علبة صندوق البيتزا، يميل البرج إلى أن يكون أكبر ويوفر إمكانات أكبر للحجم الداخلي لنفس مساحة المكتب المشغولة، وبالتالي يسمح بتثبيت المزيد من الأجهزة وتدفق هواء أفضل نظريًا للتبريد. تم إنشاء فئات فرعية متعددة الأحجام لعامل شكل البرج للتمييز بين أحجامها المختلفة، بما في ذلك البرج الكامل (بالإنجليزية: full-tower)، والبرج المتوسط (بالإنجليزية: mid-tower)، والبرج المتوسط الحجم (بالإنجليزية: midi-tower)، والبرج الصغير (بالإنجليزية: mini-tower)، والبرج المكتبي (بالإنجليزية: deskside)؛ ومع ذلك، يتم تعريف هذه التصنيفات بشكل غامض وتطبيقها بشكل غير متسق من قبل الشركات المصنعة المختلفة.
على الرغم من أن التصميم التقليدي لنظام البرج هو وضع العلبة أعلى المكتب بجوار الشاشة والأجهزة الطرفية الأخرى، فإن التكوين الأكثر شيوعًا هو وضع العلبة على الأرض أسفل المكتب أو في حجرة أسفل المكتب، من أجل تحرير مساحة سطح المكتب لعناصر أخرى. تم إطلاق مصطلح أجهزة الكمبيوتر المكتبية على أنظمة الكمبيوتر المصممة على شكل «صندوق البيتزا» الأفقي—والتي اكتسبت شعبية كبيرة من خلال حاسوب آي بي إم الشخصي في الثمانينيات ولكنها خرجت من الاستخدام الشامل منذ أواخر التسعينيات - وذلك للتباين بينها وبين الأبراج التي غالبًا ما تقع أسفل المكتب.

## الفئات الفرعية
غالبًا ما يتم تصنيف حالات الأبراج على أنها برج صغير، وبرج متوسط الحجم، وبرج متوسط الحجم، وبرج كامل، وبرج مكتبي. المصطلحات ذاتية ويتم تعريفها بشكل غير متسق من قبل الشركات المصنعة المختلفة.

### برج كامل

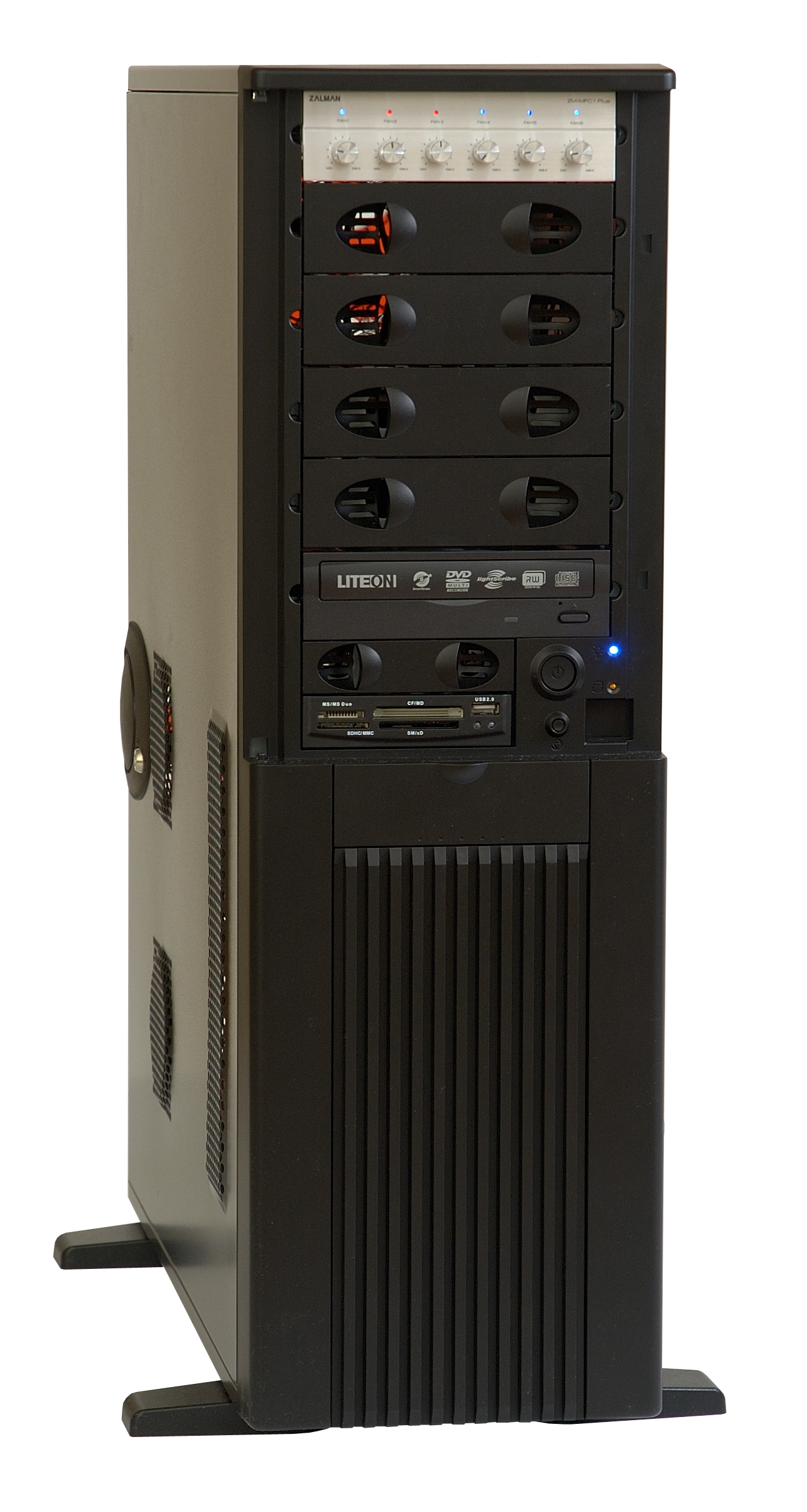
علبة حاسوب كاملة البرج من 2010 تقريبًا

صناديق البرج الكامل، عادةً 20 بوصة (51 سـم) أو أكثر في الارتفاع، مصممة لتحقيق أقصى قدر من قابلية التوسع. بالنسبة لعشاق تعديل الهيكل ‏ واللاعبين الذين يرغبون في لعب ألعاب الفيديو الأكثر تحديًا من الناحية الفنية، فإن الهيكل الكامل للبرج يشكل أيضًا هيكلًا مثاليًا لأجهزة الكمبيوتر للألعاب نظرًا لقدرته على استيعاب إعدادات تبريد المياه المكثفة ومراوح الهيكل الأكبر حجمًا. تقليديًا، كانت أنظمة الأبراج الكاملة تحتوي على ما بين أربعة إلى ستة حجرات محرك خارجية نصف ارتفاع 5.25 بوصة وما يصل إلى عشرة حجرات محرك مقاس 3.5 بوصة.:138 تتضمن بعض الحالات ذات الأبراج الكاملة أبوابًا جانبية قابلة للقفل وميزات أمان مادية أخرى لمنع سرقة الأقراص الموجودة داخل تلك الحجرات. ومع ذلك، مع انتقال تكنولوجيا الحوسبة الحديثة بعيدًا عن محركات الأقراص الصلبة الميكانيكية ومحركات الأقراص الضوئية نحو أجهزة الحالة الصلبة مثل محركات أقراص فلاش يو إس بي ومحركات الأقراص ذات الحالة الصلبة (SSDs) والتخزين الخارجي ذو السعة الكبيرة والتخزين السحابي، أصبحت هذه الوفرة من حجرات محركات الأقراص ‏ الداخلية والخارجية أقل شيوعًا. بدلاً من ذلك، تحتوي الحالات الحديثة ذات البرج الكامل على حجرة محرك خارجي واحدة أو اثنتين فقط، أو لا تحتوي على أي حجرة محرك خارجي على الإطلاق، مع نقل الحجرات الداخلية إلى مكان آخر في الحالة لتحرير المساحة وتحسين تدفق الهواء.
تتناسب صناديق البرج الكامل بسهولة مع اللوحات الأم إيه تي إكس كاملة الحجم ولكنها قد تستوعب أيضًا اللوحات الأم مايكرو إيه تي إكس الأصغر حجمًا بسبب قابلية التشغيل المتبادل للمعيار السابق في فتحات التثبيت. قد تتمتع صناديق الأبراج الكاملة أيضًا بعمق أبعاد وطول أكبر من نظيراتها الأقصر، مما يسمح لها باستيعاب اللوحات الأم إيه تي إكس الممتدة وبطاقات الرسومات الأكبر ومبددات الحرارة. منذ عام 2010، أصبحت الصناديق ذات الأبراج الكاملة تُستخدم بشكل شائع من قبل المتحمسين كصناديق عرض مع تبريد مائي مخصص وإضاءة ثنائي باعث للضوء ولوحة جانبية من الزجاج المقسّى أو الأكريليك. وقد تحتوي أيضًا على لوحتين أم (كما هو الحال مع كورسير 1000 دي) وإمدادات طاقة مزدوجة (كورسير 900 دي).

### برج متوسط
صناديق متوسطة الحجم، عادةً ما تكون بين 16 بوصة (41 سـم) و 20 بوصة (51 سـم) في الارتفاع، هي الشكل الأكثر شيوعًا لأبراج الكمبيوتر الشخصية. قبل أواخر عام 2010، كانت الأبراج المتوسطة تحتوي على ما بين ثلاثة وأربعة حجرات محرك مقاس 5.25 بوصة وعدد مكافئ من حجرات مقاس 3.5 بوصة لإيواء محركات الأقراص الضوئية ومحركات الأقراص المرنة ومحركات الأقراص الصلبة، مما يترك مساحة كافية للوحة الأم إيه تي إكس القياسية ووحدة إمداد الطاقة. منذ الانتشار الواسع لمحركات أقراص فلاش يو إس بي ومحركات الأقراص ذات الحالة الصلبة (التي تشغل مساحة أقل بكثير من محركات الأقراص الصلبة الدوارة) والانخفاض في استخدام محركات الأقراص الضوئية الداخلية، أصبح عدد حجرات محركات الأقراص أقل إثارة للقلق بالنسبة لمستخدمي الكمبيوتر المعاصرين، حيث تُستخدم المساحة الداخلية للأبراج المتوسطة الآن بشكل أكثر شيوعًا لمبردات المياه ذات الحلقة المغلقة وبطاقات الرسومات المزدوجة ومحركات أقراص الحالة الصلبة المكدسة بإحكام.

### برج متوسط الحجم
يشير مصطلح برج متوسط الحجم التسويقي في بعض الأحيان إلى الحالات الأصغر من البرج المتوسط الحجم ولكنها لا تزال أكبر من البرج الصغير (انظر أدناه)، وعادةً ما تحتوي على اثنين إلى ثلاثة حجرات خارجية. في أوقات أخرى قد يكون المصطلح مرادفًا للبرج المتوسط.

### برج صغير
صناديق الأبراج الصغيرة، بين 12 بوصة (30 سـم) و 16 بوصة (41 سـم) في الارتفاع، فتحة بين مواصفات ميني-آي تي إكس ‏ لأجهزة الكمبيوتر ذات الشكل الصغير والبرج المتوسط النموذجي. عادةً ما تستوعب الأبراج الصغيرة اللوحات الأم مايكرو إيه تي إكس فقط ولهذا السبب يتم بيعها بأعداد أقل في سوق المستهلكين مقارنة بفئات الحجم الأخرى من أبراج الكمبيوتر.:94–95 تقليديًا، تحتوي الأبراج الصغيرة على حجرة واحدة أو اثنتين لمحرك الأقراص (إما 5.25 بوصة أو 3.5 بوصة).

### جانب المكتب

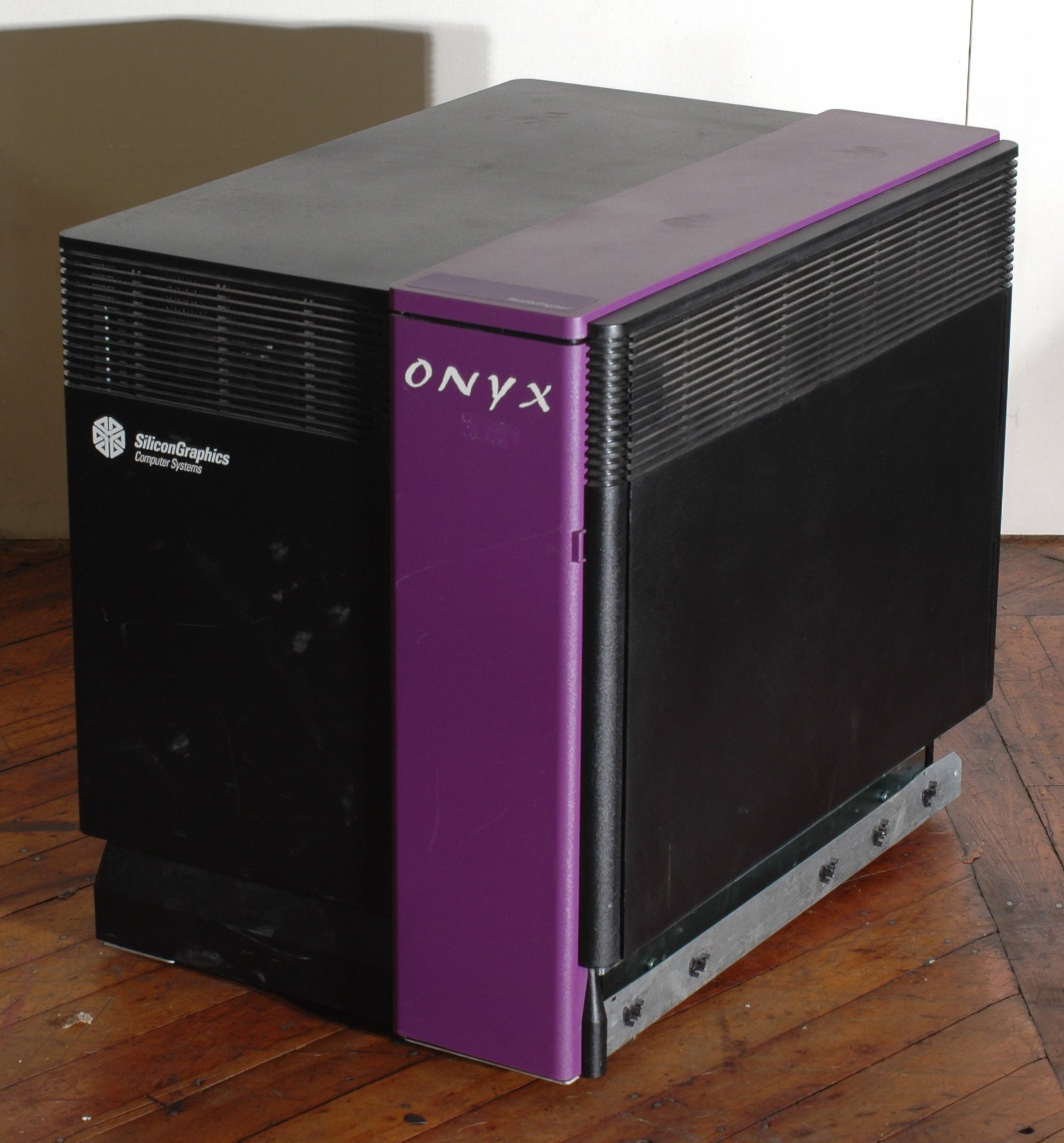
جهاز كمبيوتر مكتبي إس جي آي أونيكس

يعد مصطلح جانب المكتب في المقام الأول مصطلحًا فنيًا في سوق محطات العمل، ويشير إلى أبراج الكمبيوتر ذات المساحة الأوسع بكثير من وحدات الأبراج المنزلية التقليدية. تستوعب هذه الحالات المكتبية الأوسع عددًا أكبر بكثير من وحدات المعالجة المركزية (CPUs)، ومحركات الأقراص، وفتحات الذاكرة، وفتحات التوسعة، والأجهزة الطرفية، ومحولات الإدخال/الإخراج، من بين أجهزة أخرى.:20:57

## التاريخ

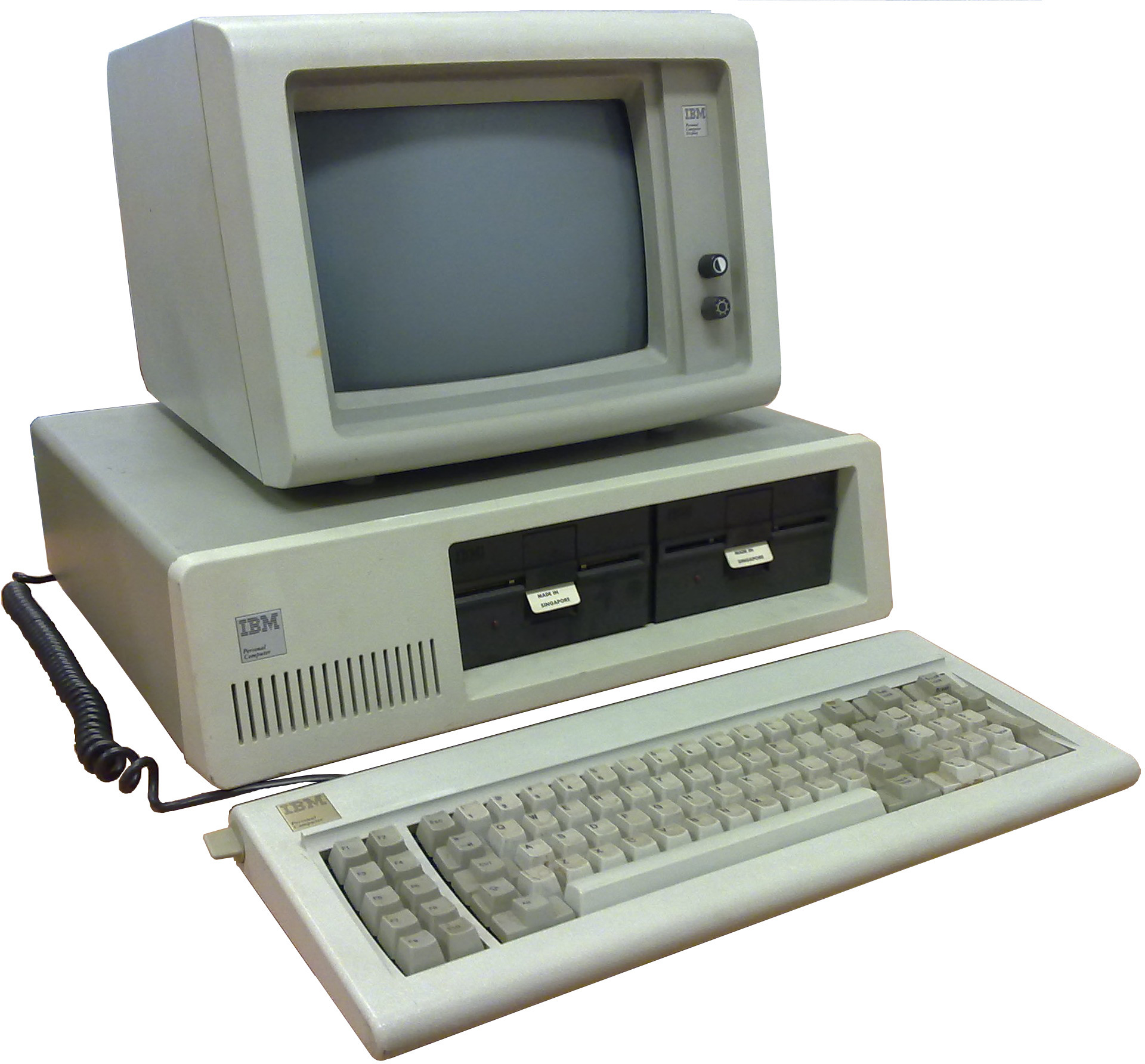
لقد وضعت وحدة النظام ذات التكوين الأفقي لجهاز الكمبيوتر الشخصي الأصلي من شركة آي بي إم معيارًا فعليًا للإعداد المادي لأجهزة الكمبيوتر الشخصية من أوائل الثمانينيات وحتى منتصف التسعينيات.

يمكن اعتبار عامل شكل البرج بمثابة تصغير متناسب لأجهزة الكمبيوتر المركزية وأجهزة الكمبيوتر الصغيرة، والتي يتألف بعضها من حاويات ضخمة طويلة تقف حتى السقف تقريبًا. مع ظهور عصر الحواسيب الصغيرة، تم تكوين معظم الأنظمة بحيث تكون لوحة المفاتيح مدمجة في نفس الهيكل الذي توجد به لوحة الدائرة الرئيسية للنظام. كما تم تسمية مثل هذه الحواسيب أيضًا بأجهزة الكمبيوتر المنزلية، وشملت أنظمة شائعة مثل أبل 2 وتي آر إس 80 وفيك-20 وكومودور 64 وغيرها. في عام 1981، قدمت شركة آي بي إم جهاز الكمبيوتر الشخصي، وهو النظام الذي لاقى قبولاً واسع النطاق في كل من الشركات والأعمال المنزلية في غضون عامين، ووضع معيارًا فعليًا جديدًا للتكوين المادي لأجهزة الكمبيوتر الصغيرة. كان جهاز آي بي إم بي سي والأجيال اللاحقة يضم لوحة النظام وبطاقات التوسعة في وحدة أفقية منفصلة، مع وضع لوحة المفاتيح عادةً في المقدمة وشاشة سي آر تي الموصوفة موضوعة أعلى وحدة النظام؛ وتحتوي واجهة وحدة النظام على محرك أقراص واحد أو أكثر.
في عام 1982، قدمت شركة إن سي آر سلسلة برج (بالإنجليزية: Tower) من أجهزة الكمبيوتر في محطات العمل، والتي سميت بهذا الاسم بسبب شكلها الطويل المستقيم، والمقصود منها أن يتم تخزينها تحت المكتب. الأول، برج 1632، يبلغ ارتفاعه 29 بوصة ويحتوي على معالج موتورولا 68000 ‏. بتكلفة تصل إلى 12500 دولار أمريكي، تم تصميم 1632 لتشغيل نظام التشغيل Unix ويدعم ما يصل إلى 16 مستخدمًا متصلين بالشبكة في وقت واحد. استمرت شركة إن سي آر في إضافة المزيد إلى خط البرج حتى أواخر الثمانينيات.
في عام 1983، عرضت شركة تاندي جهازها تاندي 2000 ‏ مع حامل أرضي اختياري، مما يسمح بتدوير هيكل سطح المكتب الأفقي عادةً على جانبه والسماح بتخزينه أسفل المكتب؛ ويمكن إزالة الشارة المربعة الموجودة على جهاز تاندي 2000 وتدويرها رأسيًا بالتناوب. اتبعت شركة آي بي إم نفس النهج مع جهاز بي سي/إيه تي في عام 1984، والذي تضمن «غلافًا أرضيًا» اختياريًا مقابل 165 دولارًا. من بين الأجهزة الثلاثة الأولى التي دخلت خط إنتاج أجهزة الكمبيوتر الشخصية آر تي ‏ الخاص بالشركة في عام 1986، كان اثنان منها عبارة عن وحدات برجية، بينما كان الجهاز الآخر عبارة عن علبة أفقية تقليدية مثل إيه تي وأجهزة الكمبيوتر الشخصية التي سبقتها.

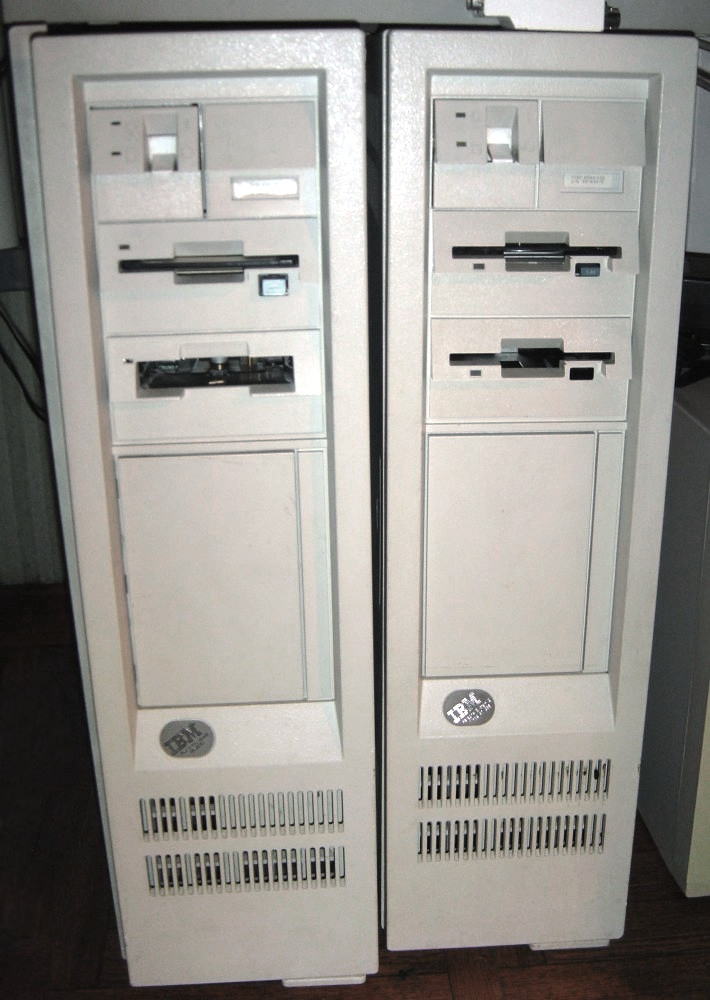
جهاز آي بي إم بي إس/2 موديل 60 (يسار) وجهاز (يمين) جنبًا إلى جنب. كانت هذه النماذج هي أول أجهزة كمبيوتر تعتمد على معالجات Intel من إنتاج شركة آي بي إم، وتم بناؤها في شكل برج.

في عام 1987، قدمت شركة آي بي إم طراز بي إس/2 60 ‏، وهو أول إصدار في خط النظام الشخصي/2 ‏ الخاص بالشركة من أجهزة الكمبيوتر الشخصية. كان هذا أول جهاز كمبيوتر شخصي من إنتاج شركة آي بي إم يعتمد على معالج Intel ومدمج بالكامل في هيكل برج. كان طراز بي إس/2 60 قابلاً للمقارنة من حيث المواصفات الفنية مع شقيقه طراز بي إس/2 50 ‏، والذي كان يتميز بعامل شكل سطح مكتب أفقي. في حين أن الطراز 50 كان يحتوي فقط على أربع فتحات توسعة وثلاث حجرات محرك، إلا أن الطراز 60 كان يحتوي على ثماني فتحات توسعة وأربع حجرات محرك. بسبب الإمكانات المتزايدة للأخير فيما يتعلق بالاتصال وتعدد المهام، تصور صحفيو التكنولوجيا طراز بي إس/2 60 كجهاز متعدد المستخدمين، على الرغم من أن أنظمة التشغيل متعددة المستخدمين التي تدعم معالج 80286 في كل من الطرازين 50 و60 كان من الصعب العثور عليها في عام 1987. وفي وقت لاحق من ذلك العام، قامت شركة آي بي إم بإصدار جهاز بي إس/2 موديل 80 ‏ الذي يعتمد على البرج، وكان أول جهاز كمبيوتر شخصي لها يعمل بمعالج i386.
وفقًا لصحيفة نيويورك تايمز في عام 1988، بدأت طرازات بي إس/2 60 و80 اتجاه مصنعي الكمبيوتر إلى تقديم أجهزة كمبيوتر متوافقة مع أجهزة آي بي إم بي سي في عوامل شكل برج اختيارية:
الاتجاه المعاكس هو وضع أجهزة الكمبيوتر الشخصية فوق المكتب على الأرض. بدأت شركة آي بي إم هذا التوجه بتصميم أجهزة الكمبيوتر الشخصية العمودية لطرازي بي إس/2 60 و80، وعرضت ما لا يقل عن اثنتي عشرة شركة أجهزة كمبيوتر شخصية عمودية في معرض كومدكس. بعد أن تحررت من الحاجة لوضعها على المكتب، أصبحت بعض طرز أجهزة الكمبيوتر العمودية أكبر حجمًا لاستيعاب محركات أقراص كبيرة، ومجموعة متنوعة من محركات الأقراص المرنة، وأجهزة النسخ الاحتياطي، ومساحة تصل إلى اثنتي عشرة فتحة للوحات التوصيل.
تم بيع حوامل أرضية ما بعد البيع، والتي تسمح بتخزين أجهزة الكمبيوتر المكتبية الأفقية الموجودة بشكل عمودي على الأرض، في أواخر الثمانينيات من قبل شركات مثل منتجات كورتيس للكمبيوتر. في عام 1989، وفي مقال له في صحيفة واشنطن بوست، أوصى بريت هيوم بمثل هذه المجموعات، ووصف البرج بأنه أفضل تكوين من حيث بيئة العمل، وأشار إلى أنه «على عكس الأسطورة الشائعة، فإن الوقوف عموديًا لن يؤذي الكمبيوتر أو يتسبب في توقف محركات الأقراص لديك.»
كان التحول في الهيمنة من أجهزة الكمبيوتر المكتبية الأفقية إلى الأبراج مكتملًا في الغالب بحلول عام 1994، وفقًا لمقال نشر في مجلة بي سي ويك. منذ ذلك الحين، تم تصنيف صناديق الكمبيوتر أو الأنظمة المبنية مسبقًا المقدمة في عامل الشكل الأفقي التقليدي بشكل منفصل على أنها أجهزة كمبيوتر مكتبية، لمقارنتها بالأبراج التي تقع عادةً على الأرض.
وزعم بريان بينشوف من موقع هاكاداي أن شعبية جهاز ماكنتوش كوادرا 700 ‏ كانت بمثابة نقطة تحول بالنسبة لمصنعي أجهزة الكمبيوتر للانتقال إلى عامل شكل البرج بشكل جماعي. كان عامل شكل البرج لجهاز كوادرا 700 ضروريًا: كانت الأجهزة الطرفية الشائعة لجهاز كوادرا عبارة عن شاشات سي آر تي ملونة ثقيلة للغاية نسبيًا تقدمها شركة أبل [الإنجليزية] (حيث يمكن أن تزن الشاشات التي يبلغ قياسها 20 بوصة وأكثر قطريًا 80 رطلاً). كانت الكتب التي يبلغ وزنها (رطل أو أكثر) المفضلة لدى صناعة النشر المكتبي خلال تسعينيات القرن العشرين. هددت مثل هذه الشاشات بسحق الإطارات البلاستيكية لجهازي ماكنتوش 2 إكس وماكنتوش 2 سي آي ‏؛ ربما استسلم العملاء لإغراء وضع مثل هذه الشاشات الثقيلة فوق جهازي 2 سي إكس و2 سي آي بسبب عامل الشكل الأفقي.